# Гуляєво (Куженерський район)
Гуля́єво (рос. Гуляево, марій. Гуляево) — присілок у складі Куженерського району Марій Ел, Росія. Входить до складу Шудумарського сільського поселення.

## Населення
Населення — 2 особи (2010; 3 у 2002).
Національний склад (станом на 2002 рік):
- марі — 100 %